# Медали Императорской Академии художеств
Медаль Императорской Академии художеств — награда, присуждавшаяся Учёным советом Императорской Академии художеств за успехи в учёбе. В Императорской академии художеств принцип стимулирования учебных успехов заключался не в штрафах и наказаниях (отчисления вообще являлись редчайшим исключением, и то, за « безобразия в поведении»), а в разнообразных формах поощрения. Например, в 1873-1874 учебных годах, при наличии 181 учащегося выдано 77 медалей, плюс 25 «Похвал Учёного совета» и денежные премии; неоднократно оказывалось и вспомоществование нуждающимся студентам.

## Виды

### Серебряные
Серебряная медаль первого достоинства, серебряная медаль второго достоинства, (большая поощрительная и малая поощрительная медали) присуждались три раза в год на «третных» экзаменах (учебный год делился на три части, «Трети»). Серебряные медали присуждались, главным образом, за рисунок, считавшийся высшим показателем профессионального уровня.
В продолжение этой традиции Российская Академия художеств ежегодно присуждает ученикам академических лицеев и студентам академических институтов бронзовую медаль «За успехи в учебе» по итогам года. На медали девиз, написанный ещё Екатериной Великой: «Следуя достигнешь».

### Золотые
Золотые медали присуждались только оканчивающим учёбу, так называемым «конкурентам» (подразумевалось, «конкурирующим на золотую медаль»); в их число допускались не все оканчивающие. Они обязаны были выполнить «программу» (отчего назывались также «программистами»), т.е. картину по программе (творческому заданию), одной для всех, утверждённой Учёным Советом Академии. Задание, чаще всего на историческую тему, составлялось таким образом, чтобы конкурент имел возможность и обязан был проявить все профессиональные навыки и знания, которыми должен овладеть во время учёбы. Допускались и собственные сюжеты, чаще всего это касалось пейзажной живописи, но эти работы имели меньше шансов на получение медали, чем сюжетные картины, рассматривавшиеся Учёным Советом, как вершина профессионального мастерства.
Конкуренты оставались в Академии ещё на год; им предоставлялась отдельная мастерская, материалы для работы и щедрое денежное содержание. Золотая медаль давала право на заграничное пенсионерство сроком на 3 или 5 лет, тоже при хорошем материальном обеспечении.
Как правило, в год присуждалась одна, редко – две золотые медали. Однако, руководство Академии отнюдь на подходило к этому вопросу бюрократически. Ярким и в своё время нашумевшим примером было присуждение в 1873 году 5 золотых медалей за программу «Воскрешение дочери Иаира» всем 5 конкурентам, среди которых были И. Е. Репин, и В. Д.  Поленов.

## Награждённые
За время существования Академии золотые медали получили многие российские художники. Среди них И. К. Айвазовский, А. П. Боголюбов, Н. И. Бруни, К. П. Брюллов, А. Г. Варнек, Н. Н. Ге, А. Д. Кившнеко, О. А. Кипренский, В. Е. Маковский, Г. Е. Мясоедов, В. Д. Орловский, В. Г. Перов, В. Д. Поленов, И. Е. Репин, К. А. Савицкий, Н. С. Самокиш, Г. И. Семирадский, Е. С. Сорокин, В. И. Суриков, В. А. Тропинин, Г. И. Угрюмов, К. Д. Флавицкий, И. Ф. Хруцкий, Н. Г. Чернецов, П. П. Чистяков, В. К. Шебуев, И. И. Шишкин, С. С. Щукин, В. И. Якоби, скульпторы М. М. Антокольский, В. А. Беклемишев, А. Р. Бок, С. И. Гальберг, Ф. Г. Гордеев, В. И. Демут-Малиновский, М. И. Козловский, И. П. Мартос, М. О. Микешин, Н. С. Пименов, И. П. Прокофьев, Н. А. Рамазанов, П. П. Уткин, Ф. И. Шубин, Ф. Ф. Щедрин, архитекторы Н. Л. Бенуа, Д. И. Гримм, А. Д. Захаров, Р. И. Кузьмин, П. К. Нотбек, И. А. Монигетти, А. А. Парланд, А. И. Резанов, И. П. Ропет-Петров, К. А. Тон, гравёры Ф. И. Иордан, И. П. Пожалостин, Н. И. Уткин и многие другие.
Императорская Академия художеств отмечала не только успехи учащихся, но и достижения своих выпускников, завоевавших признание и славу. Помимо конкретных случаев (как, например, празднование прибытия в Санкт-Петербург картины Брюллова «Последний день Помпеи»), принято отмечать медалями 50-летние юбилеи со дня окончания учёбы в Академии (говоря сегодняшним языком, 50-летие творческой деятельности) Таких юбилеев удостоились К. И. Тон, Ф. Г. Солнцев, Ф. П. Толстой, П. М. Шамшин, А. П. Брюллов, Ф. И. Иордан, Н. И. Уткин и другие. На юбилейном праздновании всем участникам вручались бронзовые медали с изображением юбиляра, а ему самому – такая же медаль из золота с надписью «В память пятидесятилетнего служения Царю, отечеству и искусствам». Как правило, учреждалась именная юбилейная стипендия для студента, наиболее успешно работающего на том поприще, на котором достиг заслуг сам юбиляр.

## Памятные медали
Императорская Академия художеств выпускала памятные медали к своему 50-летнему (автор вице-президент Академии Ф. Толстой), 100-летнему (автор академик И. Чукмасов), и 150-летнему (автор академик Р. Бах) юбилеям.
Продолжение традиций подразумевает и их развитие. Императорская Академия художеств не имела своего герба, а только печать, нарисованную академиком В. Д. Сверчковым и представляющую собой геральдического орла, восседающего на «атрибутах искусства».